# Senno Salzwedel
Senno Salzwedel (Waren, 24 agosto 1959 – Vielist, 27 ottobre 2023) è stato un sollevatore tedesco medagliato mondiale ed europeo, che gareggiò nella categoria dei pesi supermassimi.

## Carriera
Iniziò la carriera da sollevatore nel 1974, nelle giovanili e poi negli juniores nella squadra del BSC Lokomotive Waren/Rethwisch, vincendo la medaglia di bronzo ai mondiali juniores di Debrecen del 1979. Da senior fu per cinque volte campione tedesco dell'est (1981, 1982, 1984, 1985 e 1986) e una volta si piazzò al terzo posto (1979).
A livello internazionale vinse una medaglia d'argento ai mondiali di Lilla nel 1981, e ai campionati europei conquistò una medaglia d'argento e tre medaglie di bronzo nel 1981 a Lilla, nel 1984 a Vitoria, nel 1985 a Katowice e nel 1986 a Karl-Marx-Stadt. Ai campionati mondiali di Lubiana nel 1982, di Södertälje nel 1985 e a Sofia nel 1986 si classificò sempre al quinto posto. Dopo il 1986 non gareggiò più in nessuna competizione importante, chiudendo la carriera nel 1988.
Muore il 27 ottobre del 2023 all'età di 64 anni. La notizia della sua scomparsa venne diffusa due settimane dopo, a funerali avvenuti.